# Plătărești
Plătărești est une commune roumaine située dans le județ de Călărași.